# Giulio Cocco
Giulio Cocco (Valdagno, 11 giugno 1996) è un hockeista su pista italiano.
Capitano della nazionale Senior.
È fratello minore di Mattia Cocco.

## Palmarès

### Competizioni nazionali
- Coppa Italia: 4

Valdagno: 2013-2014
Breganze: 2014-2015
Trissino: 2022-2023, 2024-2025

- Supercoppa italiana: 4

Breganze: 2015
Amatori Lodi: 2016
Trissino: 2022, 2023
- Campionato italiano: 5

Amatori Lodi: 2016-2017, 2017-2018
Trissino:  2021-2022,  2022-2023, 2024-2025
- Supercoppa del Portogallo: 2

Porto: 2018, 2019
- Campionato portoghese: 1

Porto: 2018-2019
- Elite Cup: 1

Porto: 2019

### Competizioni internazionali
- CERH European League: 1

Trissino: 2021-2022
- Coppa Intercontinentale: 1

Trissino: 2023